# Ondrej Nepela Trophy de 2018
Ondrej Nepela Trophy de 2018 foi a vigésima sexta edição do Ondrej Nepela Trophy, um evento anual de patinação artística no gelo, e que fez parte do Challenger Series de 2018–19. A competição foi disputada entre os dias 19 de setembro e 22 de setembro, na cidade de Bratislava, Eslováquia.

## Eventos
- Individual masculino
- Individual feminino
- Duplas
- Dança no gelo

## Medalhistas
| Evento                        | Ouro                                            | Prata                                                 | Bronze                                       |
| Individual masculino detalhes | Mikhail Kolyada · Rússia                        | Sergei Voronov · Rússia                               | Keiji Tanaka · Japão                         |
| Individual feminino detalhes  | Rika Kihira · Japão                             | Elizabet Tursynbaeva · Cazaquistão                    | Stanislava Konstantinova · Rússia            |
| Duplas detalhes               | Ashley Cain · Timothy LeDuc · Estados Unidos    | Deanna Stellato · Nathan Bartholomay · Estados Unidos | Lina Kudryavtseva · Ilia Spiridonov · Rússia |
| Dança no gelo detalhes        | Victoria Sinitsina · Nikita Katsalapov · Rússia | Lorraine McNamara · Quinn Carpenter · Estados Unidos  | Betina Popova · Sergey Mozgov · Rússia       |

## Resultados

### Individual masculino
| Pos.              | Nome                 | Nacionalidade    | Pontos | PC         | PL          |
| ----------------- | -------------------- | ---------------- | ------ | ---------- | ----------- |
| Medalha de ouro   | Mikhail Kolyada      | Rússia           | 274.37 | 96.82 (1)  | 177.55 (1)  |
| Medalha de prata  | Sergei Voronov       | Rússia           | 239.73 | 81.77 (2)  | 157.96 (2)  |
| Medalha de bronze | Keiji Tanaka         | Japão            | 221.92 | 77.53 (3)  | 144.39 (4)  |
| 4                 | Morisi Kvitelashvili | Geórgia          | 221.63 | 76.49 (4)  | 145.14 (3)  |
| 5                 | Alexander Samarin    | Rússia           | 215.69 | 76.30 (5)  | 139.39 (5)  |
| 6                 | Daniel Samohin       | Israel           | 197.80 | 70.93 (7)  | 126.87 (6)  |
| 7                 | Sean Rabbitt         | Estados Unidos   | 195.83 | 70.98 (6)  | 124.85 (7)  |
| 8                 | Jiří Bělohradský     | República Tcheca | 177.36 | 64.86 (8)  | 112.50 (10) |
| 9                 | Burak Demirboğa      | Turquia          | 170.62 | 55.54 (11) | 115.08 (8)  |
| 10                | Graham Newberry      | Reino Unido      | 169.19 | 58.32 (10) | 110.87 (11) |
| 11                | Nicky Obreykov       | Bulgária         | 163.60 | 49.24 (14) | 114.36 (9)  |
| 12                | Krzysztof Gala       | Polônia          | 151.59 | 53.81 (13) | 97.78 (12)  |
| 13                | Marco Klepoch        | Eslováquia       | 150.33 | 53.98 (12) | 96.35 (13)  |
| 14                | Michael Neuman       | Eslováquia       | 146.03 | 60.04 (9)  | 85.99 (14)  |
| 15                | Alexander Borovoj    | Hungria          | 124.81 | 44.34 (15) | 80.47 (15)  |
| 16                | Anton Karpuk         | Bielorrússia     | 116.19 | 37.28 (18) | 78.91 (16)  |
| 17                | Andras Csernoch      | Hungria          | 114.42 | 36.70 (19) | 77.72 (17)  |
| 18                | Manuel Drechsler     | Áustria          | 104.04 | 38.33 (17) | 65.71 (18)  |
| 19                | Albert Mück          | Áustria          | 86.05  | 38.62 (16) | 47.43 (19)  |

### Individual feminino
| Pos.              | Nome                     | Nacionalidade          | Pontos | PC         | PL         |
| ----------------- | ------------------------ | ---------------------- | ------ | ---------- | ---------- |
| Medalha de ouro   | Rika Kihira              | Japão                  | 218.16 | 70.79 (1)  | 147.37 (1) |
| Medalha de prata  | Elizabet Tursynbaeva     | Cazaquistão            | 192.30 | 69.99 (2)  | 122.31 (2) |
| Medalha de bronze | Stanislava Konstantinova | Rússia                 | 180.02 | 65.03 (3)  | 114.99 (3) |
| 4                 | Polina Tsurskaya         | Rússia                 | 154.61 | 54.36 (4)  | 100.25 (5) |
| 5                 | Katie Mcbeath            | Estados Unidos         | 154.56 | 52.85 (7)  | 101.71 (4) |
| 6                 | Choi Yu-Jin              | Coreia do Sul          | 150.14 | 54.20 (6)  | 95.94 (6)  |
| 7                 | Megan Wessenberg         | Estados Unidos         | 143.47 | 52.01 (8)  | 91.46 (7)  |
| 8                 | Silvia Hugec             | Eslováquia             | 135.00 | 54.24 (5)  | 80.76 (10) |
| 9                 | Rin Nitaya               | Japão                  | 133.86 | 45.57 (10) | 88.29 (8)  |
| 10                | Elzbieta Gabryszak       | Polônia                | 132.46 | 46.91 (9)  | 85.55 (9)  |
| 11                | Elizaveta Ukolova        | República Tcheca       | 121.77 | 42.78 (12) | 78.99 (11) |
| 12                | Danielle Harrison        | Reino Unido            | 120.02 | 43.26 (11) | 76.76 (12) |
| 13                | Maria Sofia Pucherova    | Eslováquia             | 106.51 | 37.77 (13) | 68.74 (14) |
| 14                | Kim Hyun-Soo             | Coreia do Sul          | 105.83 | 35.60 (14) | 70.23 (13) |
| 15                | Alisa Turchina           | Bielorrússia           | 89.04  | 31.31 (15) | 57.73 (15) |
| WD                | Nina Letenayova          | Eslováquia             | 93.61  | — (WD)     |            |
| WD                | Kristen Spours           | Reino UnidoReino Unido | 93.61  | — (WD)     |            |

### Duplas
| Pos.              | Nome                                 | Nacionalidade  | Pontos | DC        | DL         |
| ----------------- | ------------------------------------ | -------------- | ------ | --------- | ---------- |
| Medalha de ouro   | Ashley Cain / Timothy Leduc          | Estados Unidos | 181.56 | 65.68 (1) | 115.88 (1) |
| Medalha de prata  | Deanna Stellato / Nathan Bartholomay | Estados Unidos | 174.78 | 59.60 (3) | 115.18 (2) |
| Medalha de bronze | Lina Kudryavtseva / Ilia Spiridonov  | Rússia         | 157.12 | 62.69 (2) | 94.43 (4)  |
| 4                 | Rebecca Ghilardi / Filippo Ambrosini | Itália         | 155.02 | 53.09 (4) | 101.93 (3) |

- Nota: Para esta categoria, o Ondrej Nepela Trophy de 2018 foi considerado apenas como uma competição internacional, uma vez que o número mínimo de inscrições para o Challenger Series não foi atingido.[10] Para duplas, o número mínimo é cinco entradas de pelo menos três membros da ISU.[11]

### Dança no gelo
| Pos.              | Nome                                   | Nacionalidade  | Pontos | DC         | DL         |
| ----------------- | -------------------------------------- | -------------- | ------ | ---------- | ---------- |
| Medalha de ouro   | Victoria Sinitsina / Nikita Katsalapov | Rússia         | 196.42 | 75.96 (1)  | 120.46 (1) |
| Medalha de prata  | Lorraine Mcnamara / Quinn Carpenter    | Estados Unidos | 178.64 | 70.37 (2)  | 108.27 (2) |
| Medalha de bronze | Betina Popova / Sergey Mozgov          | Rússia         | 170.47 | 67.65 (3)  | 102.82 (3) |
| 4                 | Jasmine Tessari / Francesco Fioretti   | Itália         | 159.21 | 61.05 (5)  | 98.16 (5)  |
| 5                 | Lilah Fear / Lewis Gibson              | Reino Unido    | 158.85 | 59.34 (8)  | 99.51 (4)  |
| 6                 | Robynne Tweedale / Joseph Buckland     | Reino Unido    | 153.59 | 59.61 (7)  | 93.98 (6)  |
| 7                 | Juulia Turkkila / Matthias Versluis    | Finlândia      | 150.66 | 60.61 (6)  | 90.05 (7)  |
| 8                 | Adelina Galayavieva / Louis Thauron    | França         | 149.69 | 62.37 (4)  | 87.32 (8)  |
| 9                 | Katharina Müller / Tim Dieck           | Alemanha       | 141.03 | 55.86 (9)  | 85.17 (9)  |
| 10                | Anna Kublikova / Yuri Hulitski         | Bielorrússia   | 129.49 | 48.61 (10) | 80.88 (10) |

## Quadro de medalhas
| Ordem | País           | Medalha de ouro | Medalha de prata | Medalha de bronze |    | Ordem por total |
| ----- | -------------- | --------------- | ---------------- | ----------------- | -- | --------------- |
| 1     | Rússia         | 2               | 1                | 3                 | 6  | 1               |
| 2     | Estados Unidos | 1               | 2                |                   | 3  | 2               |
| 3     | Japão          | 1               |                  | 1                 | 2  | 3               |
| 4     | Cazaquistão    |                 | 1                |                   | 1  | 4               |
| TOTAL | TOTAL          | 4               | 4                | 4                 | 12 | —               |